# Bob-Weltmeisterschaft 1930
Die erste Bob-Weltmeisterschaft (französisch Championnat du Monde de Bobsleigh, deutsch Welt-Bobsleigh-Meisterschaften) fand am 25. und 26. Januar 1930 in Caux bei Montreux in der Schweiz statt. Auf der 2.504 Meter langen Bahn von Crêt-d’y-Bau erreichten die Sportler bei einem durchschnittlichen Gefälle von 9,5 % eine Maximalgeschwindigkeit von 80 bis 90 Kilometern pro Stunde. Die Messung der Zeiten erfolgte elektronisch, eine Lichttafel erlaubte den Zuschauern jederzeit, den Standort des Bobschlittens auf der Strecke festzustellen. Acht Nationen meldeten für den einzig stattfindenden Wettbewerb im Viererbob.
Im Training fuhr der mit Studenten der Universität Lausanne besetzte südslawische Bob aufgrund eines falschen Fahrmanövers in einer Kurve über die Eiswand hinaus und prallte gegen einen Baum. Der Steuermann B. Jukowitsch erlitt einen Schädel-, Becken- und Beinbruch, die beiden Studenten P. Nowakowitsch und A. Djuparin erlitten eine schwere Gehirnerschütterung respektive mehrere Rippenbrüche. Der vierte Insasse des Bobschlittens blieb unverletzt. Wegen Schneemangels musste Schnee vom Dent de Jaman herbeigebracht werden, die Strecke wurde während der Weltmeisterschaft von 25 Arbeitern unterhalten; die Kosten dafür beliefen sich auf mindestens 18.000 Franken.

## Ergebnisse

### Viererbob der Männer
Am Samstag und Sonntag wurden jeweils zwei Läufe ausgetragen, die beiden besten Laufzeiten wurden für das Endergebnis addiert. Der österreichische Bob trat zum vierten Lauf aufgrund der Verletzung eines Teammitglieds nicht mehr an.
| Platz | Land                 | Sportler                                                         | Endstand    | Gesamtzeit   |
| ----- | -------------------- | ---------------------------------------------------------------- | ----------- | ------------ |
| 1.    | Königreich Italien I | Franco Zaninetta (St.) Giorgio Biasini Antonio Dorini Gino Rossi | 5:40,18 min | 11:29,95 min |
| 2.    | Schweiz II           | Jean Mollien (St.) John Schneiter André Mollien William Pichard  | 5:41,24 min | 11:36,65 min |
| 3.    | Deutschland II       | Fritz Grau (St.) Hans Picker Bertram Albert Brehme               | 5:41,42 min | 11:36,95 min |
| 4.    | Deutschland I        | Werner Zahn (St.)                                                | 5:44,00 min | 12:57,59 min |
| 5.    | Schweiz I            | Flavien Grosjean (St.) H. Bonvin R. de Sepibus H. Savioz         | 5:48,71 min | 11:43,17 min |
| 6.    | England I            | Ralph Wallace (St.)                                              | 5:50,23 min | 11:46,65 min |
|       | Italien II           | Rigazzio (St.)                                                   |             | 11:47,13 min |
|       | Argentinien I        | Martinez de Hoz (St.)                                            |             | 11:51,94 min |
|       | Frankreich I         | Lefèvre (St.)                                                    |             | 12:13,26 min |
|       | Frankreich II        | Miltat (St.)                                                     |             | 12:54,16 min |
|       | Spanien I            | Pons (St.)                                                       |             | 13:18,95 min |
|       | Österreich I         | Heidinger (St.) Judamayer                                        |             | DNF          |

## Medaillenspiegel
| Platz | Land               | Gold | Silber | Bronze | Gesamt |
| ----- | ------------------ | ---- | ------ | ------ | ------ |
| 1.    | Königreich Italien | 1    | 0      | 0      | 1      |
| 2.    | Schweiz            | 0    | 1      | 0      | 1      |
| 3.    | Deutschland        | 0    | 0      | 1      | 1      |